# Alberto Gallardo
Alberto Gallardo (ur. 28 listopada 1940 w Chincha Alta, zm. 19 stycznia 2001 w Limie) – peruwiański piłkarz grający na pozycji napastnika. Dwukrotny król strzelców ligi peruwiańskiej i uczestnik Mundialu 1970.

## Kariera klubowa
Gallardo podczas swojej kariery występował w peruwiańskich Mariscal Sucre i Sportingu Cristal, włoskich A.C. Milan i Cagliari Calcio oraz w brazylijskim SE Palmeiras.

## Kariera reprezentacyjna
Alberto w latach 1962-1970 rozegrał 37 spotkań i zdobył 11 goli dla reprezentacji Peru. Z kadrą narodową uczestniczył w Mundialu 1970, gdzie strzelił 2 bramki, a Peru odpadło w ćwierćfinale w spotkaniu z Brazylią (2:4).

## Kariera trenerska
Po zakończeniu kariery piłkarskiej był trenerem juniorów w Sportingu Cristal oraz pierwszym trenerem Sportingu Cristal i Coronelu Bolognesi.

## Osiągnięcia
- Sporting Cristal
  - Mistrz Peru: 1961, 1962, 1970, 1972
- Palmeiras
  - Zwycięzca Campeonato Paulista: 1966
  - Zdobywca Taça Brasil: 1967
- Indywidualne
  - Król strzelców ligi peruwiańskiej: 1961, 1962